# Змія щупальцева
Змія щупальцева (Erpeton tentaculatum) — єдиний представник роду Erpeton з родини родини гомалопсових (Homalopsidae). Умовно отруйна змія (реальної небезпеки для людини не становить). 

## Опис
Загальна довжина досягає 80—90 см. Відміною особливість є присутність на морді декількох невеликих сплощених виростів на кшталт щупальців, вкритих дрібною лускою. Тулуб й голова стиснуті, очі розташовані з боків морди й практично не виступають вгору. Основа голови з боків злегка розширена. Луска дрібна, кілевата, головні щитки практично не збільшені. Забарвлення коричнювате з темними поперечними плямами або смужками на спині та світлими смужками з боків.

## Спосіб життя
Полюбляє стоячі водойми. Шкіра зазвичай вкрита водоростями, з якими ця змія існує в симбіозі. Вважається, що ці водорості запобігають шкірних грибковим захворюванням. Харчується рибою та жабами.
Це живородна змія. Самка народжує 9—12 дитинчат.

## Поширення
Мешкає у Таїланді, Малайзії, Камбоджі та В'єтнамі.